# Pyrola alboreticulata
Pyrola alboreticulata är en ljungväxtart som beskrevs av Bunzo Hayata. Pyrola alboreticulata ingår i släktet pyrolor, och familjen ljungväxter. Inga underarter finns listade i Catalogue of Life.